# Frederick Sherriff (tenista)
Frederick Sherriff (nascido em 10 de julho de 1943) é um ex-jogador australiano de tênis que chegou à primeira e à segunda rodada do campeonato nacional na categoria de simples masculino em 1962, sendo derrotado por Rod Laver, e disputou o US Championships 1964 com William Higgins na 64.ª rodada.

## Vida pessoal
É casado e seu filho se chama Justin, que também é jogador de tênis.